# Вулкановый хомячок
Вулкановый хомячок (Neotomodon alstoni) — вид монотипического рода из подсемейства неотомовых хомяков (Neotominae) семейства Cricetidae, эндемичный для высокогорных районов Транс-Мексиканского вулканического пояса.

## Таксономия и систематика
Меррием первоначально описал мексиканского вулканового хомячка как одного из трёх видов рода Neotomodon. В 1979 году N. alstoni был перемещён в род оленьих хомячков Peromyscus, а затем впоследствии возвращён в Neotomodon.  Меррием не указал, в честь кого он назвал этот вид.  Хотя последние таксономические ревизии поддерживают выделение Neotomodon на уровне рода, недавно построенное филогенетическое древо на основе последовательности цитохрома-b показало, что Peromyscus полифилетический род, чтобы этого избежать авторы этой статьи предлагают перенести Neotomodon (и несколько других монотипических родов) в Peromyscus.

## Распространение
Вулкановый хомячок обитает только  в бореальном лесном поясе на высоте от 2600 до 4300 метров в так называемой Поперечной Вулканической Сьерре. Их ареал простирается от Мичоакана до Веракруса. Палеонтологические останки этого вида не обнаружены, но предполагается, что они, вероятно, похожи на  останки Pliotomodon'а.

## Описание
Вулкановый хомячок —  зверёк среднего размера по сравнению с другими его ближайшими родственниками из семейства неотомовых хомяков. Длина тела от 10 до 13 сантиметров, длина хвоста от 8 до 11 сантиметров. Обычно они весят от 40 до 60 граммов, а их мягкий густой мех серо-коричневый, иногда рыжеватый сверху и белый снизу. Густо опушенный хвост двухцветный, сверху буроватый, снизу белый. Уши большие почти безволосые. Его коренные зубы довольно большие и толстым слоем прочной эмали. Полового диморфизма у этого вида нет. 
Обладая относительно большими глазами и ушами, двухцветным телом и хвостом (темным сверху и белым снизу) и хвостом, немного короче длины тела, вулкановый хомячок очень похожа на белоногих хомячков, но этот вид диагностируют по нескольким черепным признакам, включая количество и протяженность нёбных гребней и ообенноти троения коренных.

## Образ жизни
Вулкановые хомячки ведут ночной образ жизни. Они способны  рыть простые норы в хорошо дренированных местах, занимать норы, вырытые гоферами, но иногда селится под камнями.
Предполагается, что размножение вулкановых хомячков идёт с июня по сентябрь, самки приносят  два-три помёта за сезон по 3,3 детеныша (2-5) на помет. Продолжительность беременности около 27 дней. В неволе и самки, и самцы вулкановых хомячков проявляют заботу о потомстве, что предполагает наличие у них моногамной системы спаривания.  Мало что известно о других характеристиках жизненного цикла этого вида, например о соотношении полов, возрасте начала спаривания и т. д. Самцы с высоким уровнем тестостерона проявляют заботу о потомстве, что увеличивает шансы на выживание и рост его молодых. Это установлено по наблюдениям за  парами хомячков, содержащихся в неволе, в течение послеродового периода. Присутствие самцов приводит к тому, что самки меньше заботятся о молодых. Однако, когда присутствуют оба родителя, шансы на выживание их потомства значительно возрастают.